# Almindeligt Forfatter-Lexicon for Kongeriget Danmark med tilhørende Bilande fra 1814
Almindeligt Forfatter-Lexicon for Kongeriget Danmark med tilhørende Bilande fra 1814 til 1840 er et forfatterleksikon udarbejdet af Thomas Hansen Erslew som udkom i 6 bind i perioden 1843-1868.
Leksikonet har undertitlen "Fortegnelse over de sammesteds fødte Forfattere og Forfatterinder, som levede ved Begyndelsen af Aaret 1814, eller siden ere fødte, med Anførelse af deres vigtigste Levnets-Omstændigheder og af deres trykte Arbejder; samt over de i Hertugdømmerne og i Udlandet fødte Forfattere, som i bemeldte Tidsrum have opholdt sig i Danmark og der udgivet Skrifter."
Værket består af 3. bind (udkommet mellem 1843-1853) som gennemgår forfatterne fra A-Ø i perioden 1814-1840, samt 3 supplementsbind (udkommet mellem 1858-1868) som, foruden at medtage udvidelser og supplementsoplysninger om forfatterne nævnt i de første 3 bind, gennemgår forfatterne i perioden efterfølgende det 3. bind fra A-Ø, dvs op til 1853.
Artiklerne over de enkelte forfattere indeholder en kort biografi samt en grundig bibliografi over deres værker samt eventuelle anmeldelser over dem. På grund af den fastsatte tidsramme er værket et værdifuldt bibliografisk værktøj over forfatterne som levede og virkede i den danske Guldalder.
Holger Ehrencron-Müllers Forfatterlexikon omfattende Danmark, Norge og Island indtil 1814 som udkom i 1924-1939 indeholder det foregående tidsrum i dansk litteratur op til 1814, mens Dansk Bogfortegnelse begynder fra 1841 og således udgør disse to værker samt Erslews en samlet dansk bibliografi.
Erslew havde overfor arkivar I.E. Dittmann udtalt at værket savnede et personregister. Dittmann satte sig for at udføre et sådant, og begyndte i 1873, sammen med cand. jur. R. Nielsen, på at udarbejde registret. Efter Dittmanns død overtog en A.P. Møller arbejdet, som blev færdiggjort i 1877. Registret indeholder alle personnavne der optræder i Erslews leksikon, dvs foruden forfatterne selv, så også de personer der forekommer knyttede ved familiebånd i deres biografiske oplysninger. Navneregistret forelå dog kun som håndskrift på det Kongelige Bibliotek, og blev for første gang trykt i 1965 som 7. bind af det fotografisk optryk af forfatterleksikonet som udkom på forlaget Rosenkilde og Bagger.

## Ekstern henvisning
- Almindeligt Forfatter-Lexicon på Projekt Runeberg.
- Almindeligt Forfatter-Lexicon på Internet Archive (alle bind)